# میشل‌اشتات
شهر میشل‌اشتات (به آلمانی: Michelstadt) در ایالت هسن در کشور آلمان واقع شده‌است.